# Kasteel van Prada
Het Kasteel van Prada (Frans: Château du Prada) is een kasteel in de Franse gemeente Labastide-d'Armagnac. Het kasteel is een beschermd historisch monument sinds 1984.